# Francisco Pro
Francisco Pro (n. Concepción, Reino de Chile, ca. 1783 - ?) fue un sastre del Virreinato del Perú. Fue conocido por ser el único condenado por la Real Audiencia de Lima por travestismo, al ser sorprendido in fraganti vestido como mujer en la vía pública.

## Biografía
Francisco Pro nació en La Concepción de María Purísima del Nuevo Extremo — actual Concepción, capital de la Región del Biobío —, en la época en la que el Reino de Chile formaba parte del Virreinato del Perú. Hijo de un hombre negro y una mujer indígena, fue catalogado como chino libre de acuerdo al sistema de castas colonial del Imperio español. Emigró con su hermana María a Lima, la capital del virreinato, donde vivían juntos en la misma casa y él se dedicó a la sastrería para ganarse la vida.

## Detención y juicio
El 22 de agosto de 1803, Francisco Pro se encontraba vestido completamente de mujer paseando por la Alameda de los Descalzos al estilo de las tapadas limeñas, una práctica común entre las mujeres de la época, por lo que le facilitó desplazarse libremente con el rostro cubierto sin ser sorprendido. Su hermana, María Pro, reconoció sus propias prendas de vestir, por lo que se le acercó a la dama. Tal fue la sorpresa de la muchacha al descubrir que se trataba de su propio hermano que había tomado las prendas sin su consentimiento, por lo que acción seguida, ella lo reprendió y abofeteó en medio de la multitud, muchos de los cuales se encontraban en medio de las celebraciones de la Porciúncula, una festividad franciscana de aquellos días de agosto, con procesiones desde el concurrido bulevar hasta la Iglesia de San Francisco. Con la bofetada propinada por su hermana, quedó al descubierto el rostro de Francisco al remover el paño que lo cubría, por lo que pudo ser reconocido con facilidad ante los testigos escandalizados, quienes llamaron inmediatamente a los guardias para que procediera con la detención. En ese momento se encontraba de guardia el soldado Pedro Palomares (22) — el mismo quien fue nombrado posteriormente oficial de Ejército por José de San Martín una vez obtenida la independencia —, quien procedió a detenerlo y ponerlo a disposición de la justicia por ser declarado como «maricón».
El marco legal utilizado fue una prohibición establecida por el Arzobispo de Lima, Pedro Antonio Barroeta y Ángel, basado en un versículo bíblico de Deuteronomio, el cual prohibía vestirse con las ropas del sexo opuesto. Esto se suscitó en un tiempo donde mujeres se vestían con atuendos masculinos con el fin de conseguir una mejor comunicación con ellos, debido a que por las reglas sociales de aquella época no era tan bien visto que mujeres solteras hablaran con hombres en público, a menos que se tratase de un pretendiente o novio reconocido como tal. Del mismo modo, hombres se vestían como mujeres con un afán distinto: atraerlos sexualmente.
Durante el juicio, Francisco Pro fue tratado en todo momento como «maricón», haciendo énfasis en el tono peyorativo para inculparlo. Las acusaciones para condenarlo se centraron en dos aspectos principales: la primera era en la diferenciación que se hacía entre vestirse con ropa interior del sexo opuesto, lo que provocaba un agravante en el tipo de travestismo, al ser considerado como "menos grave" si, en este caso, el hombre se hubiese vestido de mujer pero con su ropa interior masculina. Asimismo, el término maricón era usado como atenuante para una eventual condena, entendido como un hombre afeminado o vestido de mujer, diferenciándose del sodomita, quien era un hombre homosexual que fuera sorprendido teniendo sexo anal. El segundo argumento se basó en acusaciones sobre la conducta afeminada del imputado. Él dijo en su defensa que le parecía algo natural, tal como veía a mujeres con prendas masculinas, que un hombre pueda también vestir prendas femeninas y que su intención era más bien jocosa, a modo de broma dentro del jolgorio de los festejos. En relación con su comportamiento femenino, los soldados que lo detuvieron afirmaron conocerlo como un hombre afeminado y que se reunía con otros hombres afeminados. Ante dichas acusaciones, Pro esgrimió que las razones por las cuales era llamado maricón era por su contextura física enjuta y facciones faciales más finas, además que por convivir solo con su hermana que también trabajaba debía realizar labores domésticas, como cocinar, lavar y sumado a su oficio de sastre lo obligaban a realizar acciones de motricidad fina, como enhebrar agujas, pero que eso no significaba que sus modales fueras los propios de una fémina.
Pese a que no pudo acreditarse a Francisco Pro como un hombre afeminado u homosexual, los argumentos no fueron suficientes para demostrar su inocencia por el travestismo de la oportunidad en la que fue detenido, sin tampoco haber quedado demostrado que lo hubiese hecho con anterioridad, por lo que fue condenado por atentar contra la moral y las buenas costumbres, provocar escándalo en la vía pública y por vestirse como mujer. Por ser menor de edad al momento de su aprehensión con 20 años (la mayoría de edad era a los 21), se le dispuso de un curador para que lo represente, quien en defensa de Francisco argumentó que la vergüenza pública que pasó desde el momento en el que fue golpeado por su hermana en frente de todo el público que presenció el escándalo de verlo vestido de mujer, ya eran suficiente castigo para el joven, apelando también a la ingenuidad del imputado en su relato. La Real Audiencia lo sentenció a dos meses de trabajo comunitario en las Obras Públicas de la ciudad, donde debió realizar trabajos asignados a los hombres, además de la advertencia de que si fuera sorprendido reincidiendo vestido de mujer, el castigo sería mucho más severo.